# ポポカテペトル山腹の16世紀初頭の修道院群
ポポカテペトル山腹の16世紀初頭の修道院群は、メキシコの世界遺産リスト登録物件の一つである。メキシコ中央部のポポカテペトル山近くにある修道院群は、16世紀にフランシスコ会士、ドミニコ会士、アウグスティノ会士たちによって建立されたもので、広大な範囲の土地で暮らしていた非常に多くの人々を、短期間にキリスト教化する上で中心的な役割を果たした。
地方自治体上はモレロス州のアトラトラウカン (Atlatlauhcan)、クエルナバカ、ウエヤパン (Hueyapan)、テテラ・デル・ボルカン (Tetela del Volcán)、ヤウテペク (Yautepec)、オクイトゥコ (Ocuituco)、テポストラン、トラヤカパン (Tlayacapan)、トトラパン (Totolapan)、イェカピクストラ (Yecapixtla)、サクアルパン・デ・アミルパス (Zacualpan de Amilpas)、および、プエブラ州のカルパン (Calpan)、ウエホトシンゴ (Huexotzingo)、トチミルコ (Tochimilco) に散在しているが、いずれもポポカテペトル山の近くである。
箱型の主な建造物群の質素な作りと、地域住民を監視するかのような威圧的な高さとが印象的なこれらの修道院群は、1994年にユネスコの世界遺産リストに登録された。それらの修道院群は小さな塔をそなえた強固な壁に護られており、それがまた威圧感を増している。
2021年にはトラスカラ州のフランシスコ会修道院などが加えられた。

## テポストランのドミニコ会修道院
テポストラン (Tepoztlán) は、モレロス州にある美しい景観の町である。1521年にスペイン人に占領された。その後しばらくしてドミニコ会士たちがやってきて、先住民族たちのキリスト教化を目的として修道院を建設した。
かつてのドミニコ会修道院は博物館に転用されている。1559年から1580年にかけて建設されたこの修道院は聖母マリアの誕生に捧げられたもので、要塞のような外観を呈している。1588年に完成した付属聖堂の壁には当時のフレスコ画が残っており、カトリックの教義に関わりのある絵を見ることができる。
聖堂のファサードはプレテレスコ様式 (plateresque) で、両側に塔を支える控え壁がある。塔は1839年の地震で損壊した後に再建されたものである。扉の上には、幼子イエスを抱く聖母マリア、それを取り囲むような2人の聖人（聖ドミニコと聖カタリナ）と碑文の書かれた幕を持つ2体の天使など、様々な宗教的なシンボルが彫られている。
単一の身廊から成る教会の奥は、尖頭型リブのあるヴォールトに続く後陣になっている。
聖堂は2階建ての回廊に繋がっている。回廊の周りにはコミュニティ（2階）とセル（1階）を用いた部屋が作られている。聖堂の右側には、16世紀に彫られた十字架が残っている。

## クエルナバカのフランシスコ会修道院と大聖堂
クエルナバカはモレロス州の州都であり、その大聖堂が世界遺産登録対象となっている。大聖堂は、隣接するフランシスコ会修道院の祭礼の場所として1533年に建造が始まった。並置されている礼拝堂はゴシック様式のリブに支えられたヴォールトを持つ建物で、1536年から1538年に建てられたものである。
修道院の回廊では、16世紀に描かれた壁画を今でも見ることが出来る。バロック様式で作成されたファサードと祭壇背部の美しい飾りを持つ第三修道会 (Third Order) の礼拝堂は、アトリウムにある。

## アトラトラウカンのアウグスティノ会修道院
モレロス州の町アトラトラウカン (Atlatlahucan) に残るアウグスティノ会修道院は、1570年から1600年に建てられたものである。付属聖堂は2つの礼拝堂が建つアトリウムの後ろに控えており、そのファサードには鐘尖塔 (a bell gable) が聳えている。ポルチコはフレスコ画で飾られたヴォールトを持つ回廊に繋がっている。

## イェカピクストラの修道院
イェカピクストラ (Yecapixtla) は、モレロス州の市である。この地には1525年にフランシスコ会士たちが来て、慎ましやかな礼拝堂を建てた。これはのちにアウグスティノ会士ホルヘ・デ・アビラ (Jorge de Ávila) によって威圧的な城塞を兼ねた修道院にかえられた。付属聖堂は礼拝堂が建つアトリウムの後ろに控えている。
聖堂のファサードは、ケルビムや花々で飾り建てられたもので、落ち着いた美しさをもっている。素晴らしい彫刻に囲まれたプレテレスコ様式のファサードの上には、ゴシック様式の薔薇窓がついている。ファサードを冠した小さなペディメントの下には、聖フランチェスコが受けた5つの傷に似たシンボルがある。それは同時にイエスが十字架刑の際に受けた傷を表しているのである。左には心臓を貫いている矢を示すシンボルがあるが、これはアウグスティノ会を表している。
付属聖堂には16世紀に石から削り出して作られた説教壇や、リブを持つゴシック様式の丸屋根がある。回廊はアーチを支える力強い柱をそなえている。

## ウエホトシンゴのフランシスコ会修道院
フランシスコ会修道院の中でもひときわ美しいものが、プエブラ州の海抜標高2100 m に位置するウエホトシンゴ (Huejotzingo) の町にある。この植民都市は修道院の周りで1529年以降に成長し始めたものだが、修道院の創設はそれと同じ頃と推測されている。完成したのは1570年頃であった。
修道院はアトリウムを備えており、その中央には16世紀に彫られた十字架がある。小さな礼拝堂には紋章の彫られたファサードがあり、アトリウムの隅には彫像が見られる。

付属聖堂は要塞のような高さで、落ち着きのあるファサードをそなえている。その身廊はひとつしかなく、ゴシック様式のリブをそなえた美しいヴォールトを持っている。また、後陣などには、その背部に大きく見事な装飾が残っている。これは1586年にプレテレスコ様式で作成されたもので、フラマン人の芸術家シモン・ペレインス (Simon Pereyns) による彫刻や絵画で飾られている。彼はヌエバ・エスパーニャの副王ガストン・デ・ペラルタ (Gaston de Peralta) に仕えようとメキシコにやってきた人物で、その地で歿した。
壁の中には壁画が残っているものもあり、聖具室の扉の壁にはムデハル様式のシンボルで飾られている。また、説教壇や17世紀のオルガンも見所である。 
修道院入口のファサードには2つのアーチがある。この入口はホール、聖三位一体礼拝堂、回廊などに繋がっている。回廊は2層構造の柱廊という点に特色があり、下層には無原罪の御宿りなどを描いた古い壁画が残っている。回廊の周りには会食堂、厨房などがある。

## カルパンのフランシスコ会修道院
カルパンはプエブラ州の町であり、そのフランシスコ会修道院は1548年に創設された。三重のアーケードはアトリウムに繋がっている。付属聖堂の落ち着いた佇まいのファサードは彫刻で飾られており、その中にはリュウゼツランの花をかたどったものもある。アトリウムには4つの礼拝堂があり、それらの壁には花模様や幾何学的な模様があしらわれ、受胎告知、最後の審判、モノグラムなどに似た浅浮き彫りがある。アトリウムには17世紀の噴水もあるが、これは町中に散在していた断片を修復して再建したものである。

## トチミルコのフランシスコ会修道院
トチミルコ (Tochimilco) はプエブラ州内の町で、ポポカテペトル山腹に位置している。16世紀に建てられたフランシスコ会修道院が残っており、付属聖堂はルネサンス様式のファサードをそなえている。ポルチコはファサードの右側にあり、アーケード付きの回廊に繋がっている。

## トラスカラの聖堂と修道院
トラスカラの被昇天の聖母大聖堂とフランシスコ会修道院建造物群（Franciscan Ensemble of the Monastery and Cathedral of Our Lady of the Assumption of Tlaxcala）は、2021年に拡大登録された。

## 世界遺産

### 登録基準
この世界遺産は世界遺産登録基準のうち、以下の条件を満たし、登録された（以下の基準は世界遺産センター公表の登録基準からの翻訳、引用である）。
- (2) ある期間を通じてまたはある文化圏において、建築、技術、記念碑的芸術、都市計画、景観デザインの発展に関し、人類の価値の重要な交流を示すもの。
- (4) 人類の歴史上重要な時代を例証する建築様式、建築物群、技術の集積または景観の優れた例。